# Вроцлавкі
Вроцлавкі (пол. Wrocławki, нім. Atzmannsdorf) — село в Польщі, у гміні Папово-Біскупи Хелмінського повіту Куявсько-Поморського воєводства.
Населення — 276 осіб (2011).
У 1975-1998 роках село належало до Торунського воєводства.

## Демографія
Демографічна структура станом на 31 березня 2011 року:
|          | Загалом | Допрацездатний вік | Працездатний вік | Постпрацездатний вік |
| -------- | ------- | ------------------ | ---------------- | -------------------- |
| Чоловіки | 148     | 32                 | 103              | 13                   |
| Жінки    | 128     | 26                 | 78               | 24                   |
| Разом    | 276     | 58                 | 181              | 37                   |